# Ингелтруда
Ингелтруда (на немски: Ingeltrud, Angeltrud, Engeltrud; * 837/840; † сл. 2 април 870) от род Унруохинги, е чрез женитба херцогиня на Австразия и Франкония.

## Произход
Тя е най-възрастната дъщеря на Еберхард (810 – 866), херцог на Фриули, и на Гизела (819/822 – 874), дъщеря на император Лудвиг Благочестиви и неговата втора съпруга Юдит Баварска. Сестра е на Беренгар I, който става през 915 г. император на Свещената Римска империя.
Майка ѝ резервира за себе си и за Ингелтруда през 870 г. гроб в абатството Кизоинг, домашното абатство на Унруохингите.

## Фамилия
Ингелтруда се омъжва за Хайнрих († 28 август 886 пред Париж), princeps militiae, маркграф на Неустрия, херцог на Австразия и Франкония от род Попони, от франкските Бабенберги. Те имат децата:
- Хадвига Бабенберг († 24 декември 903), от ок. 869/870 омъжена за Отон I, Сиятелния, херцог на Саксония († 912) (Лиудолфинги). Така Ингелтруда е баба на Хайнрих I Птицелов, император от 919 до 936 г.
- Адалберт († 9 юни 906, екзекутиран), граф 888 г.
- Адалхард († 902, екзекутиран), граф 888 г.
- Хайнрих († 902/903), граф 888 г.